# Pseudocleobis peruviana
Espèce
Pseudocleobis peruviana est une espèce de solifuges de la famille des Ammotrechidae.

## Distribution
Cette espèce est endémique du Pérou. Elle se rencontre vers Chalca.

## Description
La femelle holotype mesure 7 mm.

## Étymologie
Son nom d'espèce lui a été donné en référence au lieu de sa découverte, le Pérou.

## Publication originale
- Roewer, 1957 : Arachnida Arthrogastra aus Peru, III. Senckenbergiana Biologica, vol. 38, no 1/2, p. 67-94.